# Règlement 3926
Règlement P-6
Le Règlement concernant certaines mesures exceptionnelles pour assurer aux citoyens la paisible jouissance de leurs libertés, réglementer l'utilisation du domaine public et prévenir les émeutes et autres troubles de l'ordre, de la paix et de la sécurité publics, plus communément appelé le Règlement 3926, était un règlement municipal de la Ville de Montréal. Il permettait au Conseil exécutif de la ville, sur rapport du chef de police et du chef du contentieux, d'émettre une ordonnance interdisant toute assemblée, attroupement ou défilé sur le territoire de la municipalité pour une période déterminée dans l'ordonnance. 
Il fut adopté le 12 novembre 1969 sous l'administration du maire Jean Drapeau. Lors d'une refonte de la réglementation en 1994, il devint le Règlement P-6, qui fut lui-même amendé plus tard pour répondre au mouvement québécois de grève étudiante de 2012.

## Histoire
Le règlement fut adopté à la suite d'une grève déclenchée par les policiers et les pompiers de la ville. Le jour même de l'adoption du Règlement 3926, une ordonnance fut émise interdisant la tenue de toute assemblée, défilé ou attroupement pour une période de trente jours. Dès la fin du mois de novembre, le règlement fut contesté en Cour supérieure. Cette dernière déclara le règlement inconstitutionnel. La Ville de Montréal porta alors le jugement en Cour d'appel, qui l'annula. L'affaire rendit enfin jusqu'à la Cour suprême du Canada, qui maintint la validité du règlement.
Le 28 novembre 1969, la mesure provoqua la manifestation de 200 femmes du Front commun des Québécoises, qui s'enchaînèrent symboliquement dans la rue. 165  des  200  protestataires furent alors arrêtées  par  la  police  municipale. Après la manifestation, un groupe de femmes inspiré de cet événement fonda le Front de libération des femmes du Québec. Trois semaines plus tard, une autre manifestation dirigée par le poète Gaston Miron s'opposa également au règlement. 
Le règlement 3926 suscita également la réprobation du monde syndical, et le premier ministre du Canada, Pierre Elliott Trudeau, invita les citoyens à le contester devant les tribunaux. Aussi, en entrevue, Paul Rose justifia les actions du Front de libération du Québec, lors de la crise d'Octobre 1970, en invoquant le blocage des « moyens démocratiques » représenté alors notamment par le règlement 3926.

## Extraits
« [...]
2.  Les  assemblées,  défilés  et  autres  attroupements  qui  mettent  en  danger  la  tranquillité,  la  sécurité,  la  paix  ou  l'ordre  public  sont  interdits  sur  les  voies  et  places  publiques  et  dans  les  parcs  ou  autres  endroits  du  domaine  public  de   la   Ville;   [...]  
4.  Toute  assemblée,  défilé  ou  attroupement  dans  le  domaine  public  dont  le  déroulement  s'accompagne  d'une  violation  d'un  des  articles  du  présent  règlement  ou  d'actes,  conduites  ou  propos  qui  troublent  la  paix  ou  l'ordre  public  devient  dès  lors  une  assemblée,  un  défilé  ou  un  attroupement  qui  met  en  danger  la  tranquillité,  la  sécurité,  la  paix  ou  l'ordre  public  au  sens  de   l'article   2  du   règlement   et  doit   immédiatement   se   disperser;   
5.  Lorsqu'il  y  a  des  motifs  raisonnables  de  croire  que  la  tenue  d'assemblées,  de  défilés  ou  d'attroupements  causera  du  tumulte,  mettra  en  danger  la  sé[cu]rité,  la  paix  ou  l'ordre  public,  ou  sera  l'occasion  de  tels  actes,  sur  rapport  du  directeur  du  service  de  la  police  et  du  chef  du  contentieux  de  la  Ville  qu'une  situation  exceptionnelle  justifie  des  mesures  préventives  pour  sauvegarder  la  paix  ou  l'ordre  public,  le comité  exécutif  peut,  par  ordonnance,  prendre  des  mesures  pour  empêcher  ou  supprimer  ce danger  en  interdisant  pour  la  période  qu'il  détermine,  en  tout  temps  ou  aux  heures  qu'il  indique,  sur   tout   ou   une  partie   du  domaine   public  de  la  Ville,  la  tenue   d'une   assemblée,  d'un  défilé  ou  d'un  attroupement  ou  de  toute  assemblée,  défilé  ou  attroupement;   [...]. »